# Iconic Tower
Iconic Tower es un rascacielos en la Nueva Capital Administrativa, a 45 km de El Cairo (Egipto). Con 393,8 metros de altura y 77 pisos se convirtió no solo en el rascacielos más alto de Egipto sino también de África tanto en altura como en cantidad de pisos.
El proyecto, con un presupuesto de 1.2 billones de dólares estadounidenses,[cita requerida] comenzó en 2019 y se inauguró en 2024. Es de uso mixto, pero la mayor parte estará dedicado a oficinas. Su propietario es el Ministerio de Vivienda, Servicios Públicos y Comunidades Urbanas de Egipto. El diseño lleva la firma de Dar al-Handasah Shair & Partners.